# Carson and Colorado Railway
El Carson and Colorado Railway (C&C) es un antiguo ferrocarril de vía estrecha del Oeste de los Estados Unidos, que conectaba Mound House, Nevada, con Keeler, California, pasando debajo de Cerro Gordo Mines. La compañía ferroviaria se fundó el 10 de mayo de 1880 con el nombre de "Carson and Colorado Railroad" (Ferrocarril de Carson y Colorado).
Proyectado con un ancho de vía de 3 pies (0,914 metros) para reducir su coste, las obras comenzaron el 31 de mayo de 1880. Operó durante casi 80 años, entre 1883 y 1960.
Gran parte de la ruta es ahora paralela a una serie de carreteras, entre las que figuran la U.S. Route 95 Alternate, la U.S. Route 95, la Ruta Estatal de Nevada 360 y la U.S. Route 6.
La compañía inició las operaciones con una sola locomotora Baldwin 4-4-0, con el nombre de la Candelaria. El primer tren llegó a Keeler el 1 de agosto de 1883. La ruta de 300 millas alcanzaba una altitud de 2160 m en Montgomery Pass. El ferrocarril servía en un área árida muy dependiente de los recursos minerales para la actividad económica. La línea se reorganizó como el "Carson and Colorado Railway" en 1892 para reducir la deuda acumulada.

## Venta a la Southern Pacific
La Virginia and Truckee Railroad, la empresa matriz del C&C, vendió la línea a la Southern Pacific en 1900. Los descubrimientos de plata y oro en Tonopah y Goldfield proporcionaron un gran aumento de los ingresos poco después de la venta. Los 225 km al norte de Mound House hasta la Mina se convirtieron al ancho de vía estándar de 1,435 m en 1905; y el resto del C&C se fusionó con la compañía filial de vía estrecha del South Pacific, el Nevada and California Railroad.
El Ferrocarril de Nevada y California se reorganizó a su vez en el Central Pacific en 1912. A principios del siglo XX, operaba bajo el nombre de "Southern Pacific Keeler Branch". Algunas partes de la línea se abandonaron en los años 1930 y 1940, y el último servicio regular de vía estrecha se prestó el 29 de abril de 1960. Los rieles se retiraron en enero de 1961.
La antigua empresa matriz, Virginia and Truckee Railroad, se ha recuperado como ferrocarril turístico entre Virginia City y una nueva estación en Mound House, que reemplazó a la antigua estación original. El servicio de pasajeros se ha restaurado en gran parte utilizando el dominio de derecho de paso original del V&T, con perspectivas de recuperar el servicio hasta Carson City nuevamente en el futuro.

## Locomotoras
| Número   | Constructor                  | Tipo         | Fecha | Número de Serie | Notas |
| -------- | ---------------------------- | ------------ | ----- | --------------- | --- |
| 1ª n.º 1 | Baldwin Locomotive Works     | 4-4-0        | 1880  | 5285            | Vendida al Eureka and Palisade Railroad en 1907                                                                             |
| 2ª n.º 1 | Baldwin Locomotive Works     | 2-8-0        | 1914  | 41300           | Ex-Nevada-California-Oregon Railway nº14 adquirida en 1928 y vendida como Nevada County Narrow Gauge Railroad n.º 9 en 1933 |
| 3ª n.º 1 | General Electric             | 50 Toneladas | 1954  | 32226           | Vendida en 1961 |
| 2        | Baldwin Locomotive Works     | 4-4-0        | 1881  | 5428            | Desguazada en 1907 |
| 1ª n.º 3 | Baldwin Locomotive Works     | 4-4-0        | 1881  | 5430            | Desguazada en 1908 |
| 2ª n.º 3 | Baldwin Locomotive Works     | 4-4-0        | 1887  | 8791            | Ex-Nevada-California-Oregon Railway n.º 3 adquirida en 1928 y desguazada en 1934                                            |
| 1ª n.º 4 | Baldwin Locomotive Works     | 4-4-0        | 1881  | 55782           | Vendida al Nevada County Narrow Gauge Railroad como n.º 7 en 1929                                                           |
| 2ª n.º 4 | Baldwin Locomotive Works     | 4-6-0        | 1899  | 17124           | Ex-Nevada-California-Oregon Railway n.º 4 comprada en 1928 y desguazada en 1934                                             |
| 1ª n.º 5 | Baldwin Locomotive Works     | 4-4-0        | 1882  | 6089            | Desguazada en 1932 |
| 2ª n.º 5 | Baldwin Locomotive Works     | 4-6-0        | 1899  | 17123           | Ex-Nevada-California-Oregon Railway n.º 5 adquirida en 1928 y desguazada en 1934                                            |
| 1ª n.º 6 | Baldwin Locomotive Works     | 4-4-0        | 1882  | 6090            | Desguazada en 1907 |
| 2ª n.º 6 | Baldwin Locomotive Works     | 4-4-0        | 1877  | 4223            | Ex-South Pacific Coast Railroad n.º 6 compuesta en 1905 y desguazada en 1926                                                |
| 3ª n.º 6 | Baldwin Locomotive Works     | 4-6-0        | 1903  | 22020           | Ex-Nevada-California-Oregon Railway n.º 6 adquirida en 1928 y desguazada en 1934                                            |
| 1ª n.º 7 | Baldwin Locomotive Works     | 4-4-0        | 1883  | 6687            | Desguazada en 1932 |
| 2ª n.º 7 | Baldwin Locomotive Works     | 4-6-0        | 1903  | 22012           | Ex-Nevada-California-Oregon Railway n.º 7 adquirida en 1928 y desguazada en 1935                                            |
| 1ª n.º 8 | Baldwin Locomotive Works     | 4-4-0        | 1883  | 6689            | Desguazada en 1932 |
| 2ª n.º 8 | Baldwin Locomotive Works     | 4-6-0        | 1907  | 31445           | Ex-Nevada-California-Oregon Railway n.º 8 adquirida en 1928 y donada a Sparks (Nevada) en 1955                              |
| 1ª n.º 9 | Baldwin Locomotive Works     | 4-4-0        | 1885  | 7604            | Ex-South Pacific Coast Railroad nº16 compuesta en 1905 y desguazada en 1911                                                 |
| 2ª n.º 9 | Baldwin Locomotive Works     | 4-6-0        | 1909  | 34035           | Ex-Nevada-California-Oregon Railway n.º 9 adquirida en 1928 y donada a Laws (California) en 1960                            |
| 10       | Baldwin Locomotive Works     | 4-4-0        | 1885  | 7605            | Ex-South Pacific Coast Railroad nº17 compuesta en 1905 y desguazada en 1933                                                 |
| 11       | Baldwin Locomotive Works     | 2-6-0        | 1881  | 5649            | Ex-South Pacific Coast Railroad nº11 compuesta en 1905 reconstruida a 4-6-0 en 1924 y desguazada en 1934                    |
| 12       | Baldwin Locomotive Works     | 2-6-0        | 1881  | 5650            | Ex-South Pacific Coast Railroad nº12 compuesta en 1905 reconstruida a 4-6-0 en 1924 y desguazada en 1934                    |
| 13       | Baldwin Locomotive Works     | 2-8-0        | 1882  | 6157            | Ex-South Pacific Coast Railroad nº13 compuesta en 1905 y desguazada en 1927                                                 |
| 14       | Baldwin Locomotive Works     | 4-6-0        | 1886  | 7939            | Ex-South Pacific Coast Railroad nº18 compuesta en 1905 y retirada 1945                                                      |
| 15       | Baldwin Locomotive Works     | 4-6-0        | 1889  | 9929            | Ex-South Pacific Coast Railroad nº22 compuesta en 1905 y desguazada en 1935                                                 |
| 16       | Baldwin Locomotive Works     | 4-6-0        | 1886  | 7941            | Ex-South Pacific Coast Railroad nº19 compuesta en 1905 y desguazada en 1935                                                 |
| 17       | Baldwin Locomotive Works     | 4-6-0        | 1887  | 8487            | Ex-South Pacific Coast Railroad nº21 compuesta en 1905 y retirada en 1945                                                   |
| 18       | Baldwin Locomotive Works     | 4-6-0        | 1911  | 37395           | Ex-Nevada-California-Oregon Railway nº12 adquirida en 1928 y donada a Independence (California) en 1955                     |
| 22       | Schenectady Locomotive Works | 4-6-0        | 1899  | 5399            | Ex-Florence and Cripple Creek Railroad después Nevada-California-Oregon Railway nº22 adquirida en 1929 y desguazada en 1949 |

## Localidades del recorrido

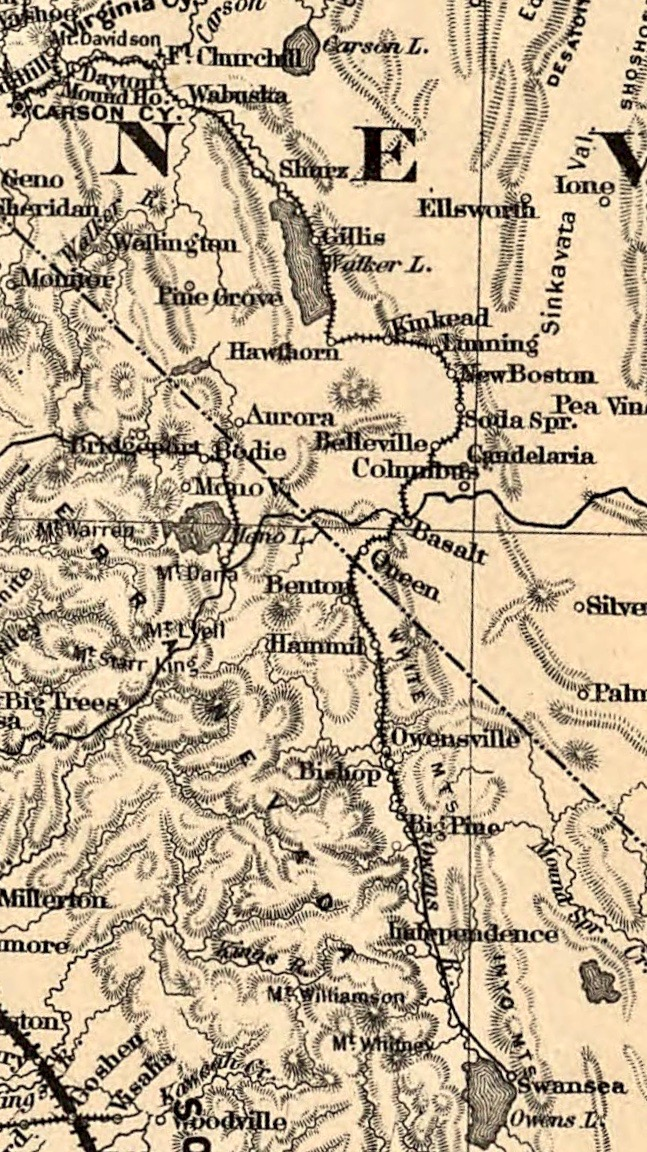
Ruta en 1883

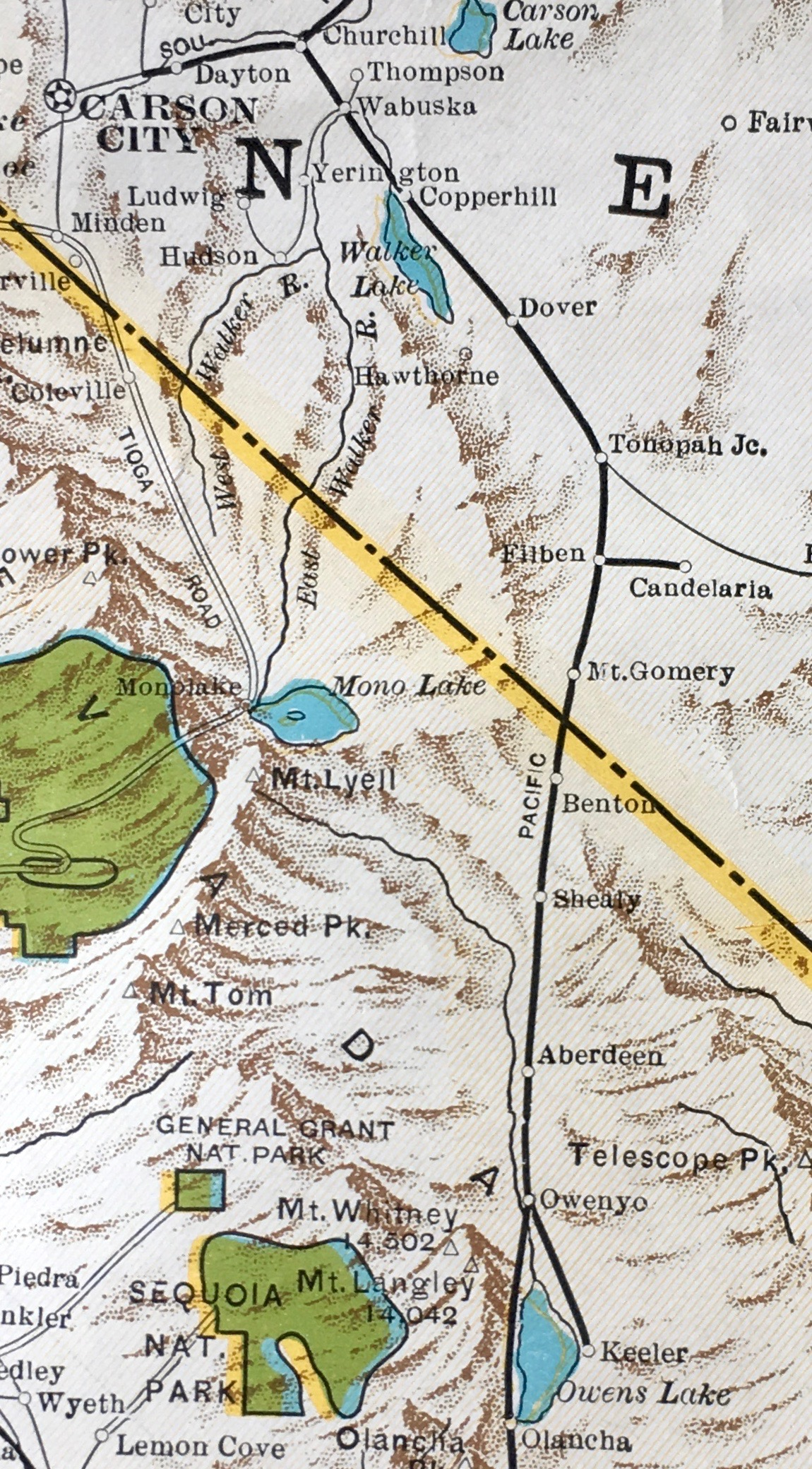
Ruta en 1931

- Mound House (Nevada) (V&T Railroad a Carson City y Virginia City)
- Dayton (Nevada)
- Fort Churchill (Nevada)
- Wabuska (Nevada) (Copper Belt Railway a Yerington)
- Lux, Nevada
- Moquist, Nevada
- Rio Vista (Nevada)
- Schurz (Nevada)
- Stuckey, Nevada
- Copperhill, Nevada
- Gillis, Nevada
- Rand, Nevada
- Magnus, Nevada
- Walker, Nevada
- Thorne (Nevada)
- Hawthorne (Nevada) (rama a Cottonwood)
- Cottonwood (Nevada) (solo rama)
- Kinkead (Nevada)
- Luning (Nevada)
- New Boston, Nevada
- Mina (Nevada)
- Sodaville (Nevada) (Soda Spr.)
- Rhodes (Nevada)
- Tonopah Junction (Nevada) (Tonopah and Goldfield Railroad)
- Belleville (Nevada)
- Filben (Nevada) (ramal corto a Candelaria)
- Candelaria (Nevada) (solo ramal corto)
- Basalt (Nevada)
- Summit (Nevada) (Mt. Gomery)
- Queen, Nevada
- Benton (California)
- Hammill (California)
- Laws (California), Owensville
- Zurich (California)
- Monola (California) (anteriormente Alvord)
- Aberdeen (California) (antes Tibbets)
- Kearsarge (California)
- Manzanar (California)
- Owenyo (California) (Southern Pacific para Lone Pine, Ridgecrest y Los Ángeles)
- Alico (California)
- Dolomite (California)
- Mock (California)
- Swansea (California)
- Keeler (California)[5][6]

## Iniciativas de restauración
En Independence (California), un grupo sin fines de lucro se dedica a recuperar el Ferrocarril de Carson y Colorado. Han restaurado la locomotora nº18, que fue donada a Independence en excelentes condiciones por el Pacific South en 1955. La locomotora inició la marcha por su propia cuenta por primera vez en 62 años el sábado 15 de octubre de 2016. El grupo ha estado adquiriendo terrenos y edificios, desvíos y rieles. Tienen un plan en marcha para comenzar la construcción de un taller de máquinas y colocar unos 350 m de rieles en un museo local.

## Galería de imágenes

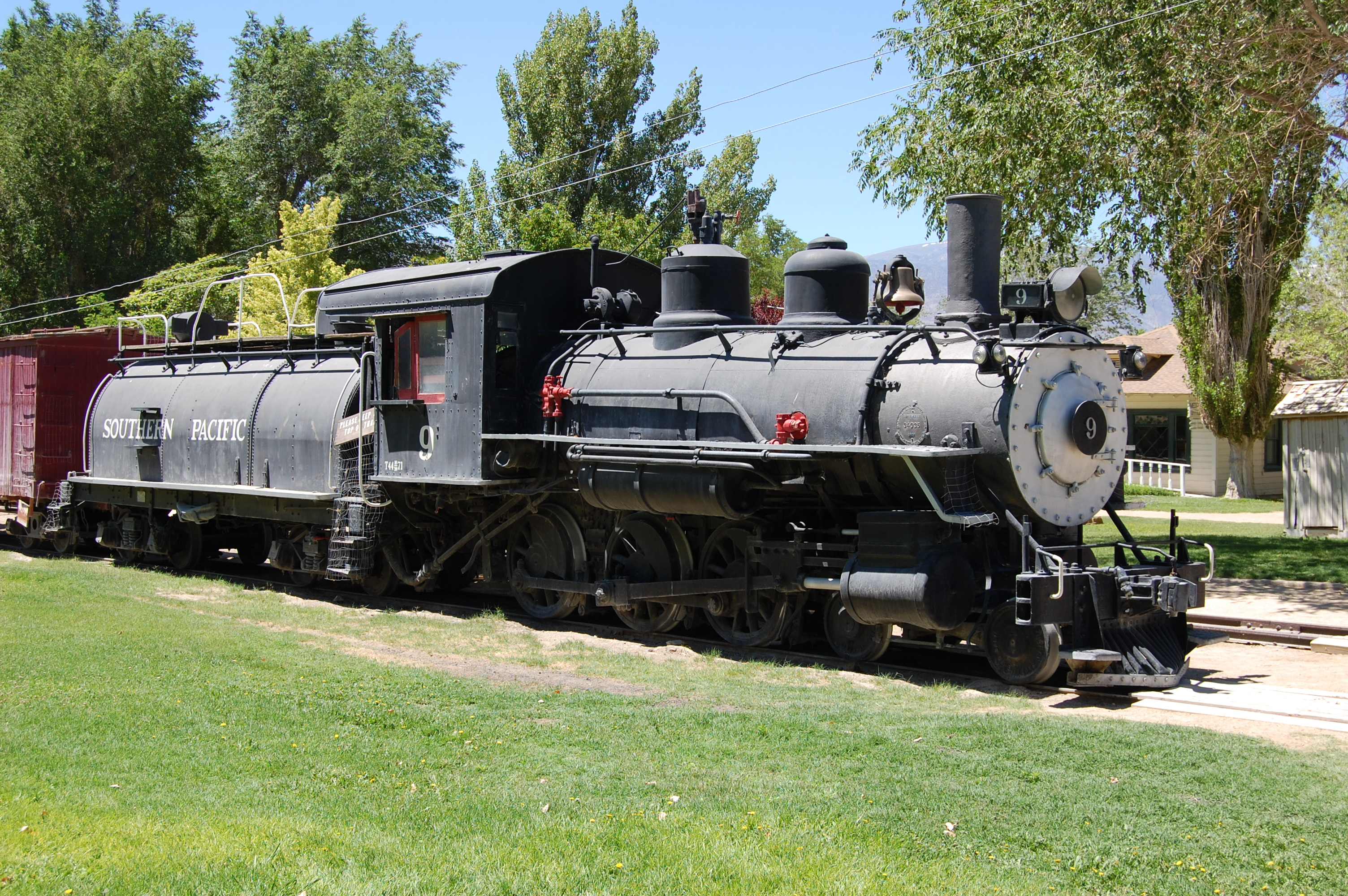
La segunda máquina nº9, pintada con los colores de Southern Pacific, habitualmente depositada en el Laws Railroad Museum de Laws, California.
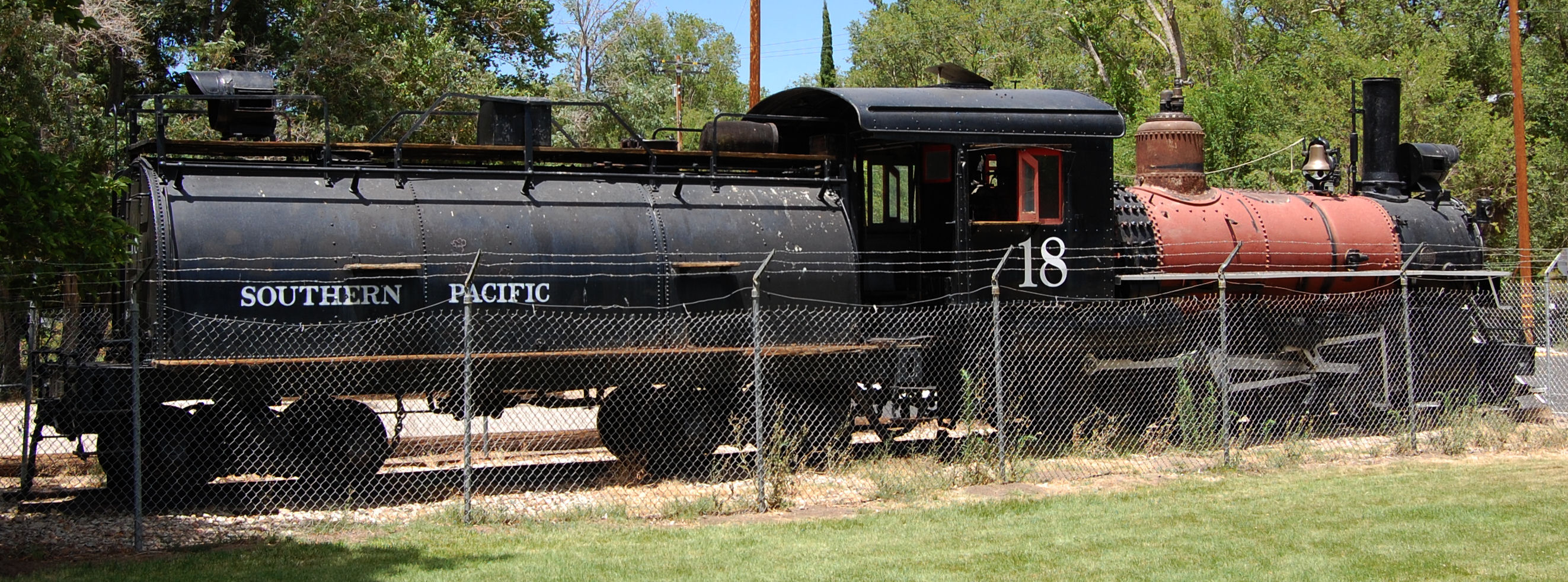
La máquina nº18, pintada con los colores de Southern Pacific, habitualmente depositada en Independence, California, en proceso de restauración.
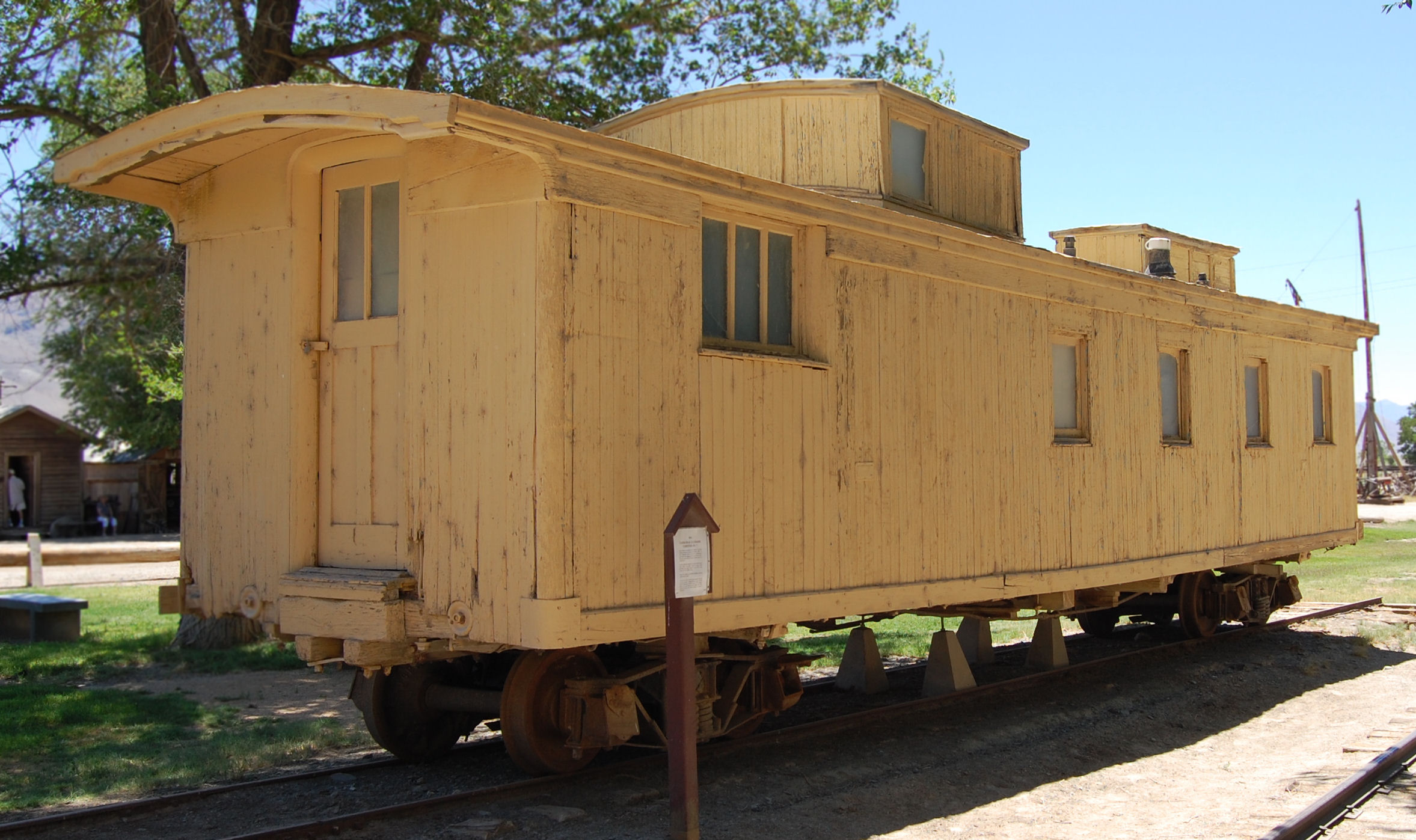
Carson & Colorado Caboose nº1, habitualmente depositada en el Laws Railroad Museum en Laws, California.
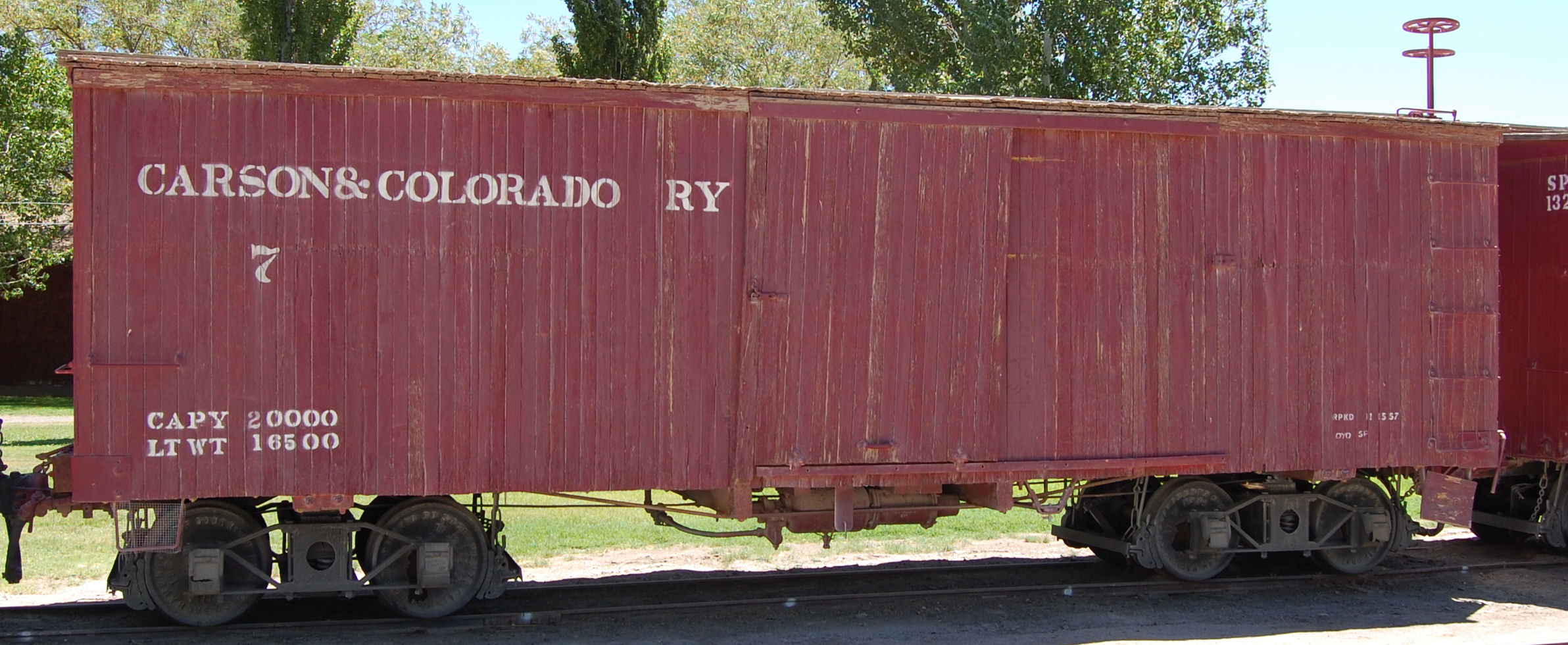
Vagón Carson & Colorado nº7, habitualmente depositado en el Laws Railroad Museum en Laws, California.
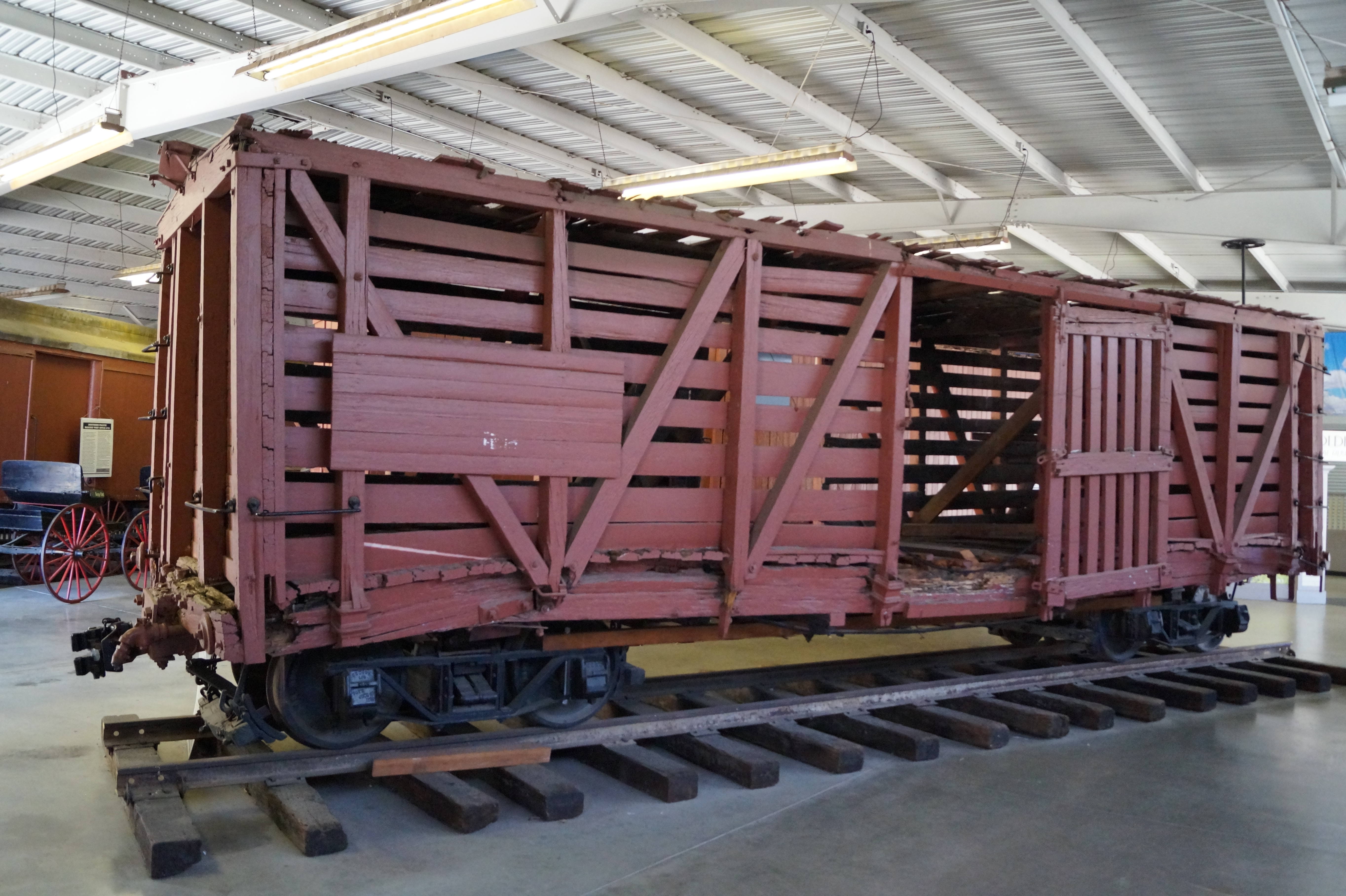
Vagón de mercancías nº163, habitualmente depositado en el Travel Town Museum en Los Ángeles, California.
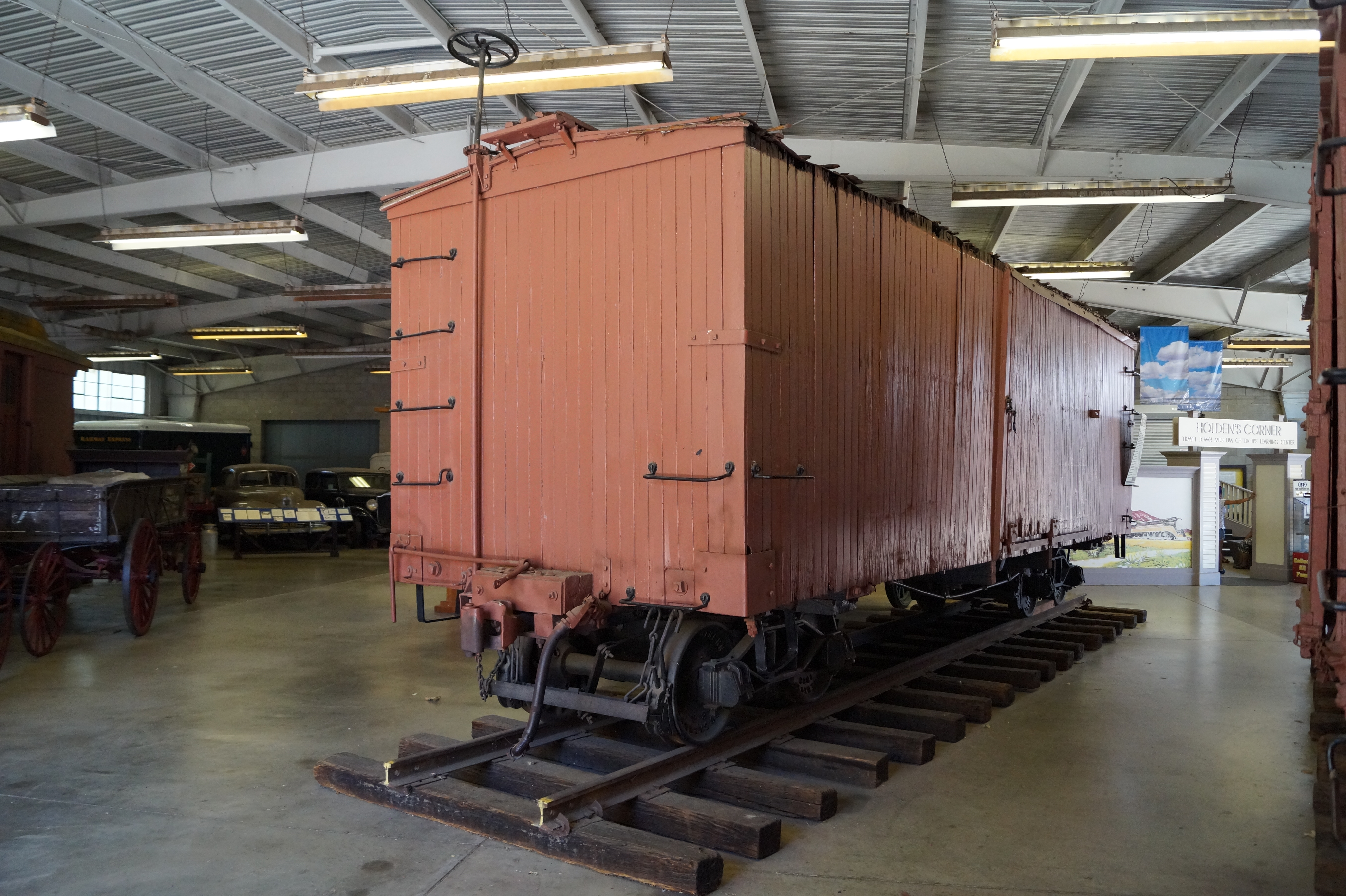
Vagón Carter Brothers nº1, habitualmente depositado en el Travel Town Museum en Los Ángeles, California.